# Toyohashi Tetsudō
Die Toyohashi Tetsudō (jap. 豊橋鉄道株式会社, Toyohashi Tetsudō Kabushiki-gaisha, engl. Toyohashi Railroad Co., Ltd.), auch unter der Abkürzung Toyotetsu (豊鉄) bekannt, ist eine japanische Bahngesellschaft. Das Unternehmen mit Sitz in Toyohashi ist Bestandteil der Meitetsu Group und betreibt Bahn- und Buslinien im Südosten der Präfektur Aichi.

## Bahn- und Busverkehr
Das Streckennetz der Toyotetsu besteht heute aus zwei Linien:
- Atsumi-Linie, Vorortsbahn von Shin-Toyohashi nach Mikawa-Tahara (18,0 km)
- Straßenbahn Toyohashi, auch Azumada-Hauptlinie genannt (5,4 km)

Stillgelegt:
- Taguchi-Linie von Hon-Nagashino nach Mikawa-Taguchi (22,6 km), in Betrieb 1929–1968

Die Bahngesellschaft besaß auch eine Abteilung, die für den Stadtbus- und Regionalbusverkehr in Toyohashi sowie in den angrenzenden Städten Shinshiro, Shitara, Tahara und Toyokawa zuständig war. Dieser Bereich wurde am 1. Oktober 2007 an eine Tochtergesellschaft ausgelagert.

## Weitere Unternehmensbereiche

Streckennetz der Straßenbahn Toyohashi und der Atsumi-Linie

Die Toyohashi Tetsudō weitere Unternehmensbereiche, die in die folgenden Tochtergesellschaften gegliedert sind:
- Toyotetsu Bus (豊鉄バス): Stadtbus- und Regionalbusverkehr
- Toyotetsu Kankō Bus (豊鉄観光バス): Reisebusverkehr
- Toyotetsu Kankō Service (豊鉄観光サービス): Reisebüros
- Toyotetsu Kensetsu (豊鉄建設): Planung, Bau und Unterhalt von Wohn- und Geschäftshäusern
- Toyotetsu Midei (豊鉄ミデイ): Minibusse
- Toyotetsu Taxi (豊鉄タクシー): Taxibetrieb
- Toyotetsu Auto Service (トヨテツオートサービス): Hauptuntersuchungen und Reparaturen von Fahrzeugen, Sonderanfertigungen
- Toyotetsu Terminal Hotel (豊鉄ターミナルホテル): Businesshotel beim Bahnhof Shin-Toyohashi
- Toyotetsu Kankyō Assist (豊鉄環境アシスト): Gartenarbeiten und Reinigungsdienste

## Geschichte

Logo der Toyohashi Denki Kidō

Am 17. März 1924 erfolgte die Gründung des privaten Straßenbahnunternehmens Toyohashi Denki Kidō (豊橋電気軌道), das erste Teilstück der Straßenbahn Toyohashi ging am 14. Juli 1925 in Betrieb. Mit der Übernahme des Busunternehmens Toyohashi Junkan Jidōsha (豊橋循環自動車) im Jahr 1935 begann die Expansion in den Busverkehr. Im September 1939 erwarb die Bahngesellschaft Meitetsu sowohl die Toyohashi Denki Kidō als auch die Atsumi Dentetsu (渥美電鉄), welche die Atsumi-Linie betrieb. Somit gehörten nun beide Unternehmen zur Meitetsu-Gruppe. Am 1. September 1949 erfolgte die Fusion mit dem Busunternehmen Toyohashi Noriai Jidōsha (豊橋乗合自動車), was mit einer Namensänderung des Unternehmens in Toyohashi Kōtsū (豊橋交通) verbunden war.
Im Zuge einer Umstrukturierung innerhalb der Meitetsu-Gruppe wurden am 22. Juli 1954 alle zum Konzern gehörenden Verkehrsunternehmen in der Region Toyohashi zur Toyohashi Tetsudō zusammengefasst. Diese übernahm am 1. Oktober 1956 die Taguchi-Linie. Das Unternehmen expandierte ab den 1950er Jahren in andere Sparten. 1968 musste die Taguchi-Linie stillgelegt werden, nachdem die Strecke bei einem Unwetter schwer beschädigt worden war. Die zwischenzeitlich stark angewachsene Stadtbus- und Regionalbusabteilung wurde am 1. Oktober 2007 aus organisatorischen und steuerrechtlichen Gründen ausgelagert. 2011 erfolgte die Einführung der wiederaufladbaren Chipkarte Manaca, die seit 2013 mit Chipkarten anderer Verkehrsunternehmen kompatibel ist (beispielsweise Suica von JR East).